# يوري كوفتون
يوري كوفتون (بالروسية: Юрий Михайлович Ковтун)‏ (مواليد 5 يناير 1970) هو لاعب كرة قدم. يلعب مع منتخب روسيا لكرة القدم. سبق له أن لعب في كأس العالم لكرة القدم مع منتخب بلاده.

## روابط خارجية
- يوري كوفتون على موقع الاتحاد الدولي (مؤرشف)  (الإنجليزية)
- يوري كوفتون على موقع قاعدة بيانات كرة القدم.إي يو (الإنجليزية)
- يوري كوفتون على موقع ناشيونال فوتبول تيمز (الإنجليزية)